# Echinops talassicus
Echinops talassicus là một loài thực vật có hoa trong họ Cúc. Loài này được Golosk. mô tả khoa học đầu tiên năm 1965.